# A fehér asszony
A fehér asszony a csehszlovák újhullám egyik emlékezetes, keményen szatirikus darabja.
A fehér asszony – kísértet.
A film történetében egy csehországi falu, Komenice vármúzeumában az őt ábrázoló festményről éjjelente életre kel az egykori várúrnő, Berta von Borstein, és jócselekedeteket hajt végre. Olyan ügyeket old meg, amiket a helyi tanács a benyújtott sürgős kérvények ellenére sem intézett el. A takarítónő lakásába bevezeti a vizet, lekövezi az utat az iskola felé, stb... Az emberek csodáról beszélnek. A község vezetői pedig elhatározzák, hogy  ezentúl mindent a fehér asszonnyal intéztetnek el.

## Történelmi háttér
A Fehér Asszony legendájának eredete egy német kísértettörténet, ami ismert Karlsruhéban, Berlinben, Bayreuthban, Dramstadtban és a csehországi Neuhausban is.
A fehérbe öltözött nő szelleme sohasem bántott senkit, de a Hohenzollerek szerint nem is egy családi tragédia köthető a kísértethez.
1486-ban keletkezett róla az első írásos lejegyzés. A legenda szerint a szellem nem más, mint a 15. században élt neuhausi Bertha von Rosenberg, aki a gyerekszobákban bölcsőjükben ringatta a kisdedeket.